# Alan Abelson
Alan Abelson (Nueva York, Nueva York, 12 de octubre de 1925-Nueva York, 9 de mayo de 2013), fue un periodista financiero, conocido por ser uno de los más influyentes de Wall Street. Alan Abelson, es antiguo editor de Barron's, en el financiero semanal de Dow Jones de 1981 a marzo de 1993, escribe la columna semanal «Up & Down Wall Street», que comenzó en 1966.

## Biografía
Alan Abelson nació en la Ciudad de Nueva York el 12 de octubre de 1925. Obtuvo una Licenciatura en Inglés en City College de Nueva York y una maestría en escritura creativa de la Universidad de Iowa. En 1949, después de pasar dos años en la ciudad de Nueva York escribiendo reseñas de libros, fue contratado en el New York Journal-American. Más tarde se convirtió en reportero y se trasladó a una oficina financiera.
Abelson comenzó a trabajar Barron's en 1956, en la edición de noticias y opiniones de inversiones y en la sección de escrita de la industria corporativa características. En 1965 fue nombrado jefe de redacción de la revista, y en 1981 se convirtió en editor de Barron's.
A partir de julio de 1982 a octubre de 1990, Alan Abelson fue el comentarista habitual de la empresa de NBC-TV Noticias en el Sunrise. Abelson en su programa matutino se dio a conocer por la forma ingeniosa y divertida de comunicar las inversiones y situación económica mundial.Una de sus frases memorables:

El oro es inversión apocalíptica. Si crees que el mundo va acabar, comprar oro!
Alan Abelson

Abelson a menudo han generado controversia y duras críticas con su columna, durante la década de los ochenta su columna fue objeto de demandas. Sin embargo, las demandas fueron desestimadas. Abelson es considerado ampliamente como un pionero de Wall Street.